# Freddie and the Dreamers
A Freddie and the Dreamers egy angol beategyüttes volt, melyet 1963-ban alapítottak meg Manchesterben. Az együttes vezetője Freddie Garrity volt, aki eredetileg tejesemberként dolgozott. Az együttes a hatvanas évek „Brit invázió”-jának egyik neves együttese volt, I’m Telling You Now című daluk két hétig vezette az amerikai Billboard Hot 100 slágerlistát.
Lester Bangs amerikai író, kritikus Rolling Stone History of Rock & Roll című művében így írt az együttesről:
A Freddie and the Dreamers nem volt egy remekmű, de rengeteg tehetségtelen idiotizmus és elég kitartás kellett ahhoz, hogy négy albumot és egy filmzenét kiadjanak... a Dreamers olyan dögös volt, mint Freddie nyálas... A Freddie and the Dreamers képviselte a kretén moslék rock diadalát, és mint ilyen együttest, nemcsak tisztelni kell, hanem meg kell adni a helyét a történelemben.

## Tagok
- Freddie Garrity – ének (1962–2000)
- Ernie Molloy – szólógitár (1962. március – 1962. május)
- Roy Crewdson – ritmusgitár (1962–1971)
- Pete Birrell – basszusgitár (1962–1971; 1974–1980-as évek)
- Bernie Dwyer – dob (March 1962–1971)
- Derek Quinn – szólógitár (May 1962–1971)

## Diszkográfia

### Nagylemezek

#### UK
- Freddie and the Dreamers (Columbia 33sx 1577, 1963)
- You Were Mad for Me (Columbia 33sx 1663, 1964)
- Sing Along Party (Columbia Sx1785, 1965)
- In Disneyland (Columbia Scx 6069, 1966)
- King Freddie and His Dreaming Knights (Columbia Sx 6177, 1967)
- Oliver in the Overworld (Starline Srs 5019, 1970)
- The New Freddie and the Dreamers (Arny's Shack AS 007, 1976)
- Breaking Out (Arny's Shack Records, AS 025, 1978)
- Greatest Hits & Latest Bits (Arny's Shack AS 055, 1979)

#### US
- I’m Telling You Now (Tower T 5003 (Mono)/DT 5003 (Stereo), 1965)
- Three at the Top (Tower T 5007/DT 5007, 1965)
- Freddie & the Dreamers (Mercury MG 21017 (Mono)/SR 61017 (Stereo), 1965)
- Do the "Freddie" (Mercury MG 21026/SR 61026, 1965)
- Frantic Freddie (Mercury MG 21053/SR 61053, 1965)
- Seaside Swingers (Soundtrack, Mercury MG 21031/SR 61031, 1965)
- Fun Lovin' Freddie (Mercury MG 21061/SR 61061, 1965)

### Középlemezek
- If You Gotta Make a Fool of Somebody (Columbia Seg 8275, 1963)
- Songs from "What a Crazy World" (Columbia Seg 8287, 1964)
- You Were Made for Me (Columbia Seg 8302, 1964 )
- Over You (Columbia Seg 8323, 1964)
- Just for You (Columbia Seg 8349, 1964)
- Ready Freddie Go (Columbia Seg 8403, 1965)
- Freddie and the Dreamers (Columbia Seg 8457, 1965)

### Kislemezek
- 1963 - If You Gotta Make a Fool of Somebody/Feel So Blue
- 1963 - I’m Telling You Now/What Have I Done To You?
- 1963 - You Were Made for Me/Send a Letter to Me
- 1964 - Over You/Come Back When You're Ready
- 1964 - I Love You Baby/Don't Make Me Cry
- 1964 - Just for You/Don't Do That to Me
- 1964 - I Understand/I Will
- 1965 - A Little You/Things I'd Like to Say
- 1965 - Thou Shalt Not Steal/I Don't Know
- 1966 - If You've Got a Minute, Baby/When I'm Home with You
- 1966 - Playboy/Some Day
- 1966 - Turn Around/Funny Over You
- 1967 - Hello, Hello/All I Ever Want Is You
- 1967 - Brown and Porters (Meat Exporters) Lorry/Little Brown Eyes
- 1968 - Gabardine Mac/It's Great
- 1969 - Get Around Downtown Girl/What to Do
- 1971 - Susan's Tuba/You Hurt Me Girl
- 1978 - Here We Go/I Saw You